# Коротнєв Олексій Олексійович
Олексі́й Олексі́йович Коротнєв (нар. 15 (27) лютого 1854, Москва, Російська імперія — пом. 27 (15) червня 1915, Одеса, Херсонська губернія, Російська імперія) — російський і український зоолог, член-кореспондент Петербурзької академії наук — з 1903.

## Життєпис
Закінчив Московський університет 1876 року — фізико-математичний факультет. 1881 року захистив докторську дисертацію.
З 1887 року — професор Київського університету, завідував кафедрою зоології з порівняльною анатомією. Читав курс на кафедрі до 1910 року. Створив кафедральну програму, котра охоплювала велику кількість живих істот.
Свого часу з його працями ознайомлювався Чарлз Дарвін. Здійснив подорожі на острови Індійського (зокрема, острів Ява) та Тихого океанів — у 1885 та 1890—1891 роках. В 1886 році організував російську біологічну станцію на узбережжі Середземного моря, у Вільфранші.
Разом із хранителем Зоологічного музею Київського університету Юлієм Семенкевичем побував в науковій експедиції на Шпіцбергені; під час досліджень вони зібрали великі ботанічну та зоологічну колекції.
У 1900—1902 роках вивчав фауну озера Байкал. Протягом 1900—1901 років разом з В. П. Гаряєвим і Ю. Н. Семенкевичем робили берегові дослідження та брали проби з неглибоких місць. Вивчали острів Ольхон, Мале Море, Баргузинську та Чивиркуйську затоки, умови проживання байкальської нерпи. 1902 року експедиція отримала ґрунтовнішу матеріальну базу, почали проводити глибинні обстеження, за сезон досліджень було зібрано близько 300 видів бокоплавів (гаммарид).
Зібраний матеріал з байкальської експедиції за короткий відтинок часу був опрацьований вченими Російської імперії та з-за кордону та вийшов друком в ряді видань, зокрема, у юбілейному збірнику «Фауна Байкалу» — до 50-річчя Східно-Сибірського відділу Імператорського російського географічного товариства.
Його праці присвячені дослідженням зародкового розвитку та мікроскопічної будови кишковопорожнинних, червів, комах, моховаток, покривників. 1905 року в часі заворушень та розігнання Київського університету перебував під наглядом царської охранки за підтримку соціал-демократичних організацій.
Збереглося 7 листів Коротнєва до Антона Чехова, з яким він товаришував ще з часів навчання у Московському університеті, в одному з них він в 1901 році описує моральну атмосферу в універистеті як «беззмінно гнітючу».
Був похований на Першому Християнському цвинтарі. 1937 року комуністичною владою цвинтар було зруйновано. На його місці був відкритий «Парк Ілліча» з розважальними атракціонами, а частина була передана місцевому зоопарку. Нині достеменно відомо лише про деякі перепоховання зі Старого цвинтаря, а дані про перепоховання Коротнєва відсутні.

## Наукові праці
- «Опыт сравнительнаго изучения Соелентерата» — 1880,
- «Подорож на Шпіцберген» — 1898,
- «Звіт по дослідженню озера Байкал літом 1901 року», Київ, типографія Кульженка,
- «Рибний промисел на Ангарі — вилови, побут промислових артілей, динаміка вилову омуля в 1894—1900 р.р.», 1901,
- «Зоогеографічні дослідження на Байкалі (з картою та малюнком)», 1902,
- «Звіт міністерству землеробства та земельної власності про діяльність зоологічної експедиції на Байкалі літом 1902 року»,
- «Comephoridae Байкалу. Монографічний очерк», Київ — Берлін, 1905.